# Dicallaneura amabilis
Dicallaneura amabilis is een vlindersoort uit de familie van de prachtvlinders (Riodinidae), onderfamilie Nemeobiinae.
Dicallaneura amabilis werd in 1904 beschreven door Rothschild.